# Gabriel Rojas
Ne pas confondre avec le cycliste costaricien Gabriel Rojas.
Gabriel Rojas, né le 22 juin 1997 à Burzaco en Argentine, est un footballeur argentin qui évolue au poste d'arrière gauche au Racing Club.

## Biographie

### San Lorenzo
Gabriel Rojas passe par le club de l'Atletico Pueyrredón dans sa jeunesse avant de rejoindre en 2005 San Lorenzo. Il évolue dans toutes les catégories de jeunes jusqu'à avoir sa chance avec l'équipe première. Il débute en championnat le 25 mars 2017 face au Quilmes AC. Rojas est titulaire sur le côté gauche de la défense ce jour-là et son équipe gagne par trois buts à zéro. Le 13 avril de la même année, il découvre la Copa Libertadores en étant titularisé face au Club Deportivo Universidad Católica (match nul 1-1). Au total, il joue 21 matchs toutes compétitions confondues, lors de sa première saison chez les professionnels.

### CA Peñarol
Le 6 juillet 2019 il est prêté une saison au CA Peñarol en Uruguay.